# گورال هیمالیا
گورال هیمالیا (نام علمی: Naemorhedus goral) نام یک گونه از زیرخانواده بزسانان است.